# Crenidorsum caerulescens
Crenidorsum caerulescens là một loài côn trùng cánh nửa trong họ Aleyrodidae, phân họ Aleyrodinae.
Crenidorsum caerulescens được Singh miêu tả khoa học đầu tiên năm 1931.